# Orde van Sint-Panteleimon
De Orde van Sint-Panteleimon (Oekraïens: Орден святого Пантелеймона, Orden svjatoho Pantelejmona) is een Oekraïens burgerinitiatief en een gelijknamige onderscheiding voor professionaliteit en barmhartigheid van medische professionals.
Het initiatief is vernoemd naar Pantaleon van Nicomedia, een genezer en martelaar uit de eerste eeuwen van het christendom die arts van beroep was. De onderscheiding wordt in Oekraïense medische kringen ook wel de “medische Oscar” genoemd.
Omdat het orderecht eist dat een ridderorde door een legitieme "Fons honorum" zoals een regering of een voorheen regerend vorst wordt ingesteld kan deze orde worden gerekend tot de pseudo-orden.
Het initiatief heeft zijn eigen organen: de Eervolle Raad, Regionale en 11 Buitenlandse Raden – waaronder in Nederland – en een Commissie van Deskundigen. De onderscheiding met dezelfde naam wordt jaarlijks uitgereikt namens het initiatief.

## Eervolle Raad
Vasyl Knjazevytsj, een Oekraïense arts, publiek en politiek figuur, minister van Volksgezondheid van Oekraïne (2007-2010), geëerd arts van Oekraïne, is de voorzitter van de Eervolle Raad van het burgerinitiatief de Orde van Sint-Panteleimon.
Bijeenkomsten van de Eervolle Raad zijn een platform voor het bespreken van de meest urgente kwesties op het gebied van gezondheidszorg voor de Oekraïense samenleving.

## Onderscheiding

### Versiersel
Het kleinood van de orde is gelijk aan dat van de vroegere departementale onderscheiding van het Oekraïense ministerie van Volksgezondheid, het Kruis van Panteleimon de Genezer (Oekraïens: Хрест Пантелеймона Цілителя, Chrest Pantelejmona Tsilytelja), die in 2009 door Vasyl Knjazevytsj, die toen minister was, is ingesteld. In 2016 werd deze door minister Ulana Suprun afgeschaft. Tussen 2010 en 2016, sinds het aftreden van Knjazevytsj, waren geen kruizen meer toegekend.
Het versiersel is gemaakt van geel metaal en heeft de vorm van een recht gelijkzijdig kruis met afwijkende zijden en concave uiteinden bedekt met rood email. Het kruis wordt omlijst door een rand van wit email en decoratieve veren. In het midden van het kruis bevindt zich een rond medaillon met een afbeelding van Panteleimon de Heler. Het medaillon heeft een rood geëmailleerde rand met de inscriptie "Arte et humanitate, labore et scientia" ("Door vaardigheid en menselijkheid, ijver en kennis").
Dit devies "Arte et humanitate, labore et scientia", dat aan medici uit de klassieke oudheid wordt toegeschreven, wordt ook gebruikt door diverse medische universiteiten en faculteiten in de voormalige Sovjet-Unie.

### Nominaties
De Orde wordt sinds 2017 toegekend voor belangrijke resultaten op het gebied van de gezondheidszorg en de geestelijke en lichamelijke ontwikkeling van de Oekraïense samenleving. Hij wordt toegekend aan "personen die worden gekenmerkt door hoge professionaliteit en spirituele en morele kwaliteiten, en die belangrijke persoonlijke resultaten hebben behaald op het gebied van gezondheidszorg, liefdadigheid en openbare activiteiten".
In februari 2024 besloot de Eervolle Raad een competitie op te zetten in drie categorieën:
- voor civiele medici;
- voor militaire medici;
- voor buitenlandse burgers en bedrijven die het Oekraïense volk hebben geholpen tijdens de Russische agressie.

### Uitreiking
De uitreiking werd tot en met 2023 jaarlijks gehouden op 9 augustus. Op 9 augustus 2023 vond deze plaats in de Sint-Sofiakathedraal. Voorafgaand aan de ceremonie werd er een gebedsdienst gehouden geleid door het hoofd van de Orthodoxe Kerk van Oekraïne, Zijne Zaligheid Metropoliet Epifaniy van Kyiv en geheel Oekraïne. Als gevolg van de overgang van de Oekraïense kerken van de Juliaanse naar de Gregoriaanse kalender werd voorts besloten om de volgende uitreikingen, die plaatsvinden op de naamdag van Sint Panteleimon, te houden op 27 juli.

## Nederlandse dragers

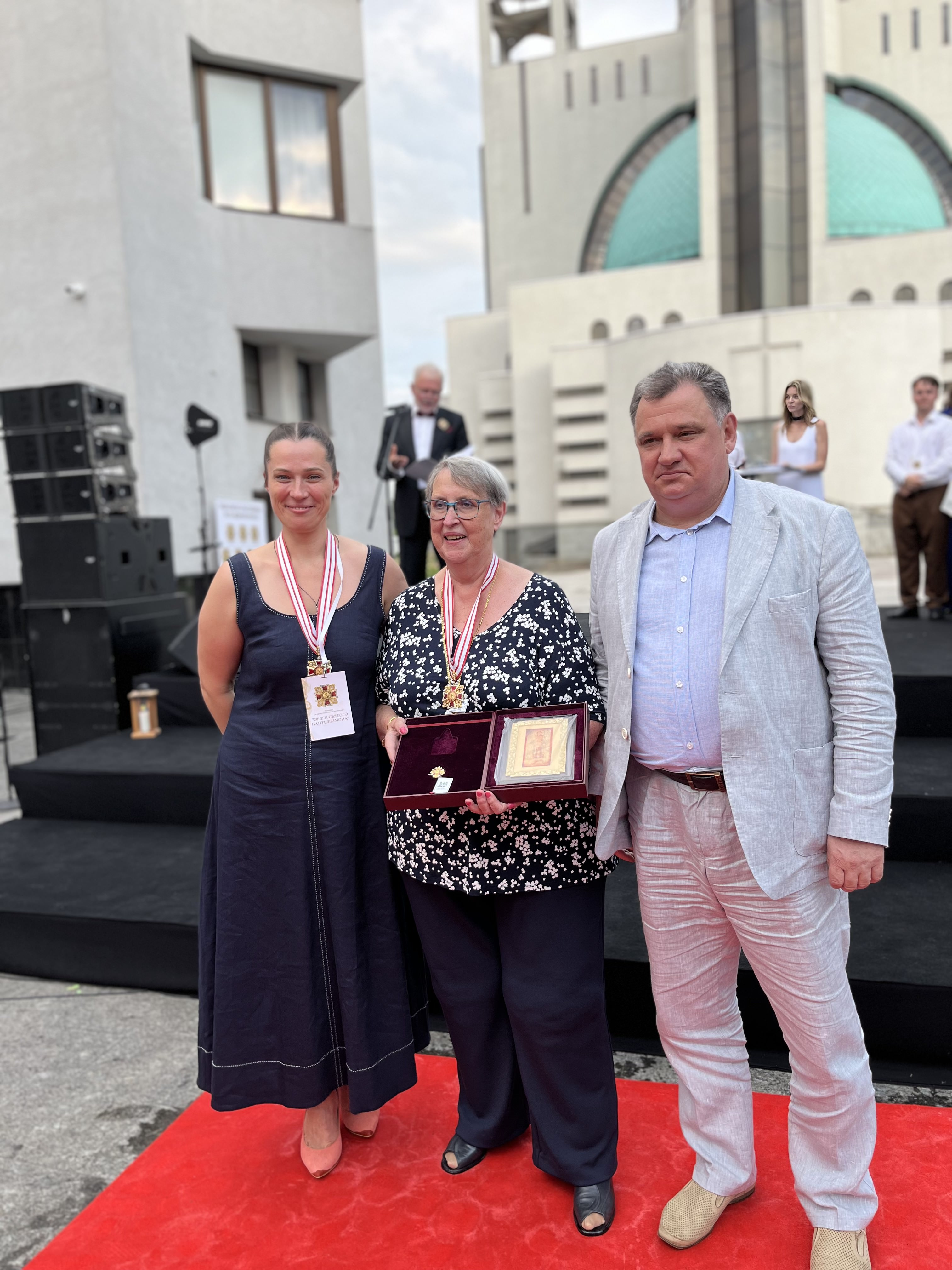
Iryna Rybinkina (l.) en Beja Kluiters (m.) bij de uitreiking in 2024.

De volgende Nederlanders zijn drager van de Orde van Sint-Panteleimon:
- Aldwin Luijnenburg, vrijwilliger van stichting Oekraïne heeft hulp nodig, voor zijn significante bijdrage als buitenlandse burger aan de ontwikkeling van de gezondheidszorg in Oekraïne (2021).[9]
- Iryna Rybinkina van Stichting SMART Medical Aid NL in de categorie buitenlandse burgers (Nederland) voor een betekenisvolle bijdrage aan de strijd van het Oekraïense volk voor vrijheid en onafhankelijkheid (2024).[10][11]
- Beja Kluiters-Albers, voorzitter van Stichting Spoetnik, bij buitengewoon besluit van de Eervolle Raad, voor een betekenisvolle bijdrage aan de strijd van het Oekraïense volk voor vrijheid en onafhankelijkheid (2024).[10][11]

De uitreiking in 2024 vond op 27 juli plaats in de patriarchale Kathedraal van de Verrijzenis van Christus in Kyiv.

## Trivia
De Orde van Sint-Panteleimon mag niet worden verward met de onderscheiding van de Heilige Grote Martelaar en Genezer Panteleimon (Oekraïens: відзнака святого великомученика і цілителя Пантелеймона, vidznaka sjvatoho velykomoetsjenyka i tsilytelja Pantelejmona) die op 4 februari 2020 werd ingesteld door de Orthodoxe Kerk van Oekraïne (OKOe) voor het eren van mensen voor opofferende dienstbetrachting bij het behoud van de gave van het leven en verdienste aan de plaatselijke Oekraïens Orthodoxe Kerk en het vrome volk.
Orden van Oekraïne

Held van Oekraïne (Gouden Ster · van de Natie)

Vrijheid ·
Vorst Jaroslav de Wijze ·
Verdienste ·
Bohdan Chmelnytsky ·
Helden van de Hemelse Honderd ·
Dapperheid ·
Vorstin Olha ·
Daniel van Galicië ·
Dapper Werk in de Mijnen

Oekraïense presidentiële en militaire onderscheidingen

Kruis voor Militaire Verdienste ·
Ivan Mazepa-Kruis ·
Geëerd Beoefenaar van de Kunsten ·
25 jaar onafhankelijkheid ·
Gouden Hart

Ereteken ·
Medaille voor steun aan de Oekraïense strijdkrachten

Zie ook orden, onderscheidingen en medailles van:

Oekraïne (draagvolgorde) · 
Oekraïense Volksrepubliek (Orde van het IJzeren Kruis) · 
 OekSSR (Rode Vlag van de Arbeid)